# Gaziosmanpaşa, Tokat
Gaziosmanpaşa là một xã thuộc thành phố Tokat, tỉnh Tokat, Thổ Nhĩ Kỳ. Dân số thời điểm năm 2011 là 309 người.